# Code 7500 - Un avion en détresse
Ne doit pas être confondu avec Vol 7500 : aller sans retour.
Pour plus de détails, voir Fiche technique et Distribution.
Code 7500 - Un avion en détresse (7500) est un film allemand réalisé par Patrick Vollrath (de), sorti en 2019. Le titre du film fait référence au code de détresse affiché sur le transpondeur d'un avion en cas de détournement.

## Synopsis
Un copilote, Tobias, doit faire face à un détournement terroriste islamiste. Le pilote a été tué, un des terroristes git blessé dans la cabine de pilotage. Les deux autres veulent y entrer de force, la porte est verrouillée. Tobias refuse. Un premier otage est assassiné puis l'hôtesse de l'air qui est la compagne de Tobias. Tobias supplie les passagers de maîtriser les terroristes ; le plus jeune d'entre eux parvient à entrer dans le cockpit où le chef du commando a pris les commandes et annonce qu'il va laisser l'avion s'écraser sur Hanovre. Refusant de mourir son comparse le tue. Tobias reprend les commandes et parvient à atterrir. Les passagers sortent par les issues de secours. Le jeune homme réclame du kérosène pour que l'avion puisse redécoller, il ne cesse de menacer Tobias qui le supplie de se rendre, il est abattu par un tireur d'élite. En quittant l'avion Tobias voit le corps de sa compagne.

## Fiche technique
- Titre : Code 7500 - Un avion en détresse
- Réalisation : Patrick Vollrath (de)
- Scénario : Patrick Vollrath et Senad Halilbasic
- Photographie : Sebastian Thaler
- Montage : Hansjörg Weißbrich
- Production : Jonas Katzenstein et Maximilian Leo
- Société de production : Augenschein Filmproduktion, Novotny & Novotny Filmproduktion, FilmNation Entertainment, Endeavor Content, Arte France Cinéma, Film AG Produktion, Leonine et Luna Filmverleih
- Société de distribution : Amazon Studios (États-Unis)
- Pays :  Allemagne,  Autriche et  États-Unis
- Langues originales : anglais, allemand
- Genre : Action, drame et thriller
- Durée : 93 minutes
- Dates de sortie : 
  - Allemagne : 26 décembre 2019
  - États-Unis : 18 juin 2020 (Internet)
  - France : 21 octobre 2022 (Arte)

## Distribution
- Joseph Gordon-Levitt (VF : Alexis Victor) : Tobias Ellis
- Omid Memar : Vedat
- Aylin Tezel : Gökce
- Carlo Kitzlinger (VF : Gilles Morvan) : Michael Lutzmann
- Murathan Muslu (VF : Omar Yami) : Kenan
- Aurélie Thépaut (VF : Nadine Girard) : Nathalie
- Paul Wollin : Daniel
- Hicham Sebiai : Hopper
- Cornel Nussbaum : Peter
- Passar Hariky (VF : Omar Yami) : Kalkan
- Denis Schmidt : Mario

## Production
Le film se déroule en quasi totalité dans la cabine de pilotage d'un Airbus A319, respectant l'unité de temps et de lieu dans un style proche du documentaire.

## Accueil
Le film a reçu un accueil mitigé de la critique. Il obtient un score moyen de 71 % sur Rotten Tomatoes, de 58 % sur Metacriticet 6,1/ 10 sur Sens Critique (09.2021).